# آلاله افغانی
آلاله افغانی، آلاله طناز (نام علمی: Ranunculus afghanicus) نام یک گونه از سرده آلاله است.سردهٔ آلاله در ایران ۵۵ گونهٔ علفی یک ساله و چند ساله دارد. آلاله افغانی یکی از ۵۵ گونهٔ موجود در ایران است.